# エラ・コリンズ

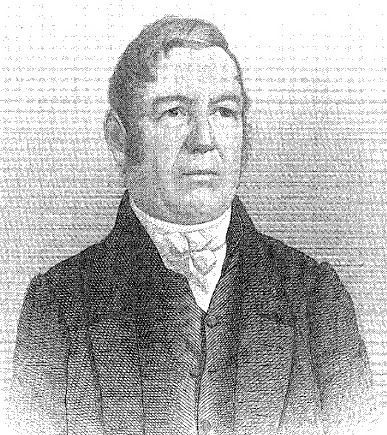

エラ・コリンズ (Ela Collins、1786年2月14日 – 1848年11月23日)はアメリカニューヨーク州の弁護士、政治家。

## 経歴
コネチカット州メリデンでオリバー・コリンズ将軍(1762–1838)とロイス(旧姓コール)コリンズの息子として生まれた。クリントンアカデミーに入学した。その後、法律を学び、弁護士となり、1807年にロービルで個人開業を始めた。1811年7月11日、マリア・クリントン(1791–1871)と結婚し、11人の子供がいた。; ウィリアム・コリンズやハリエット・アン(旧姓コリンズ)ヘロン(1833–1901)などである。
ニューヨーク州議会議員(1814-15)、第八地区地方検事(ジェファーソン郡、セントローレンス郡など、1815 - 1818)、ルイス郡地方検事(1818–40)、1821年のニューヨーク州憲法制定会議議員などを務めた。
第18回米国議会で民主共和党所属のアメリカ合衆国下院議員(1823年3月4日 - 1825年3月3日)に選出された。ニューヨーク州ロービルで死亡した。ロービルのジャクソンストリート墓地に埋葬された。 
娘ハリエットはジョン・ウィリアムソン・ヘロン(1827–1912)と結婚し、後のファーストレディーヘレン・ヘロン・タフトなど11人の子供がいた。